# Hrana (geometrie)

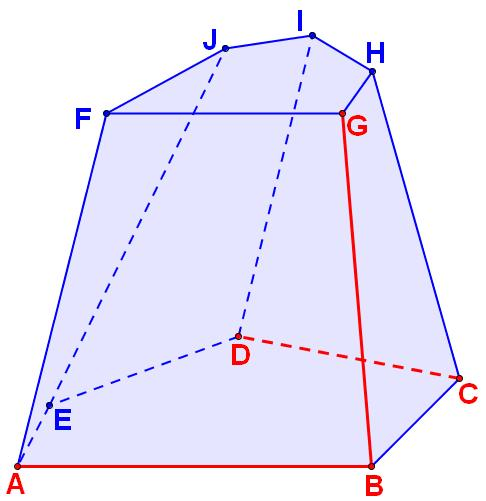
Mnohostěn ABCDEFGHIJ s vyznačenými hranami AB, CD, BG

Hrana je v geometrii úsečka, tvořená průnikem dvou sousedních stěn mnohostěnu. Body, ve kterých se setkávají (nejméně 3) hrany, se nazývají vrcholy. 

## Popis hran
Hrany se označují malými písmeny. Délka hrany se označuje stejně jako velikost úsečky: |AB| tedy značí velikost strany AB. Označení souvisejících útvarů je obdobné jako u úsečky – střed hrany je bod, který má od obou vrcholů stejnou vzdálenost, osa hrany je kolmice, procházející jejím středem. Každá hrana má nekonečně mnoho os. 

## Vlastnosti hran
Počet hran (h) konvexního mnohostěnu určíme, pokud známe počet jeho  vrcholů (V) a stěn (s) pomocí tzv. Eulerovy věty:
V - h + s = 2
Nejméně hran ze všech mnohostěnů má čtyřstěn – 6.
Hrana může být také přímka nebo polopřímka – např. pokud mají dvě různoběžné poloroviny společnou hraniční přímku (vytvářejí prostorový klín), označujeme ji jako hranu klínového prostoru.